# Analogo terrestre

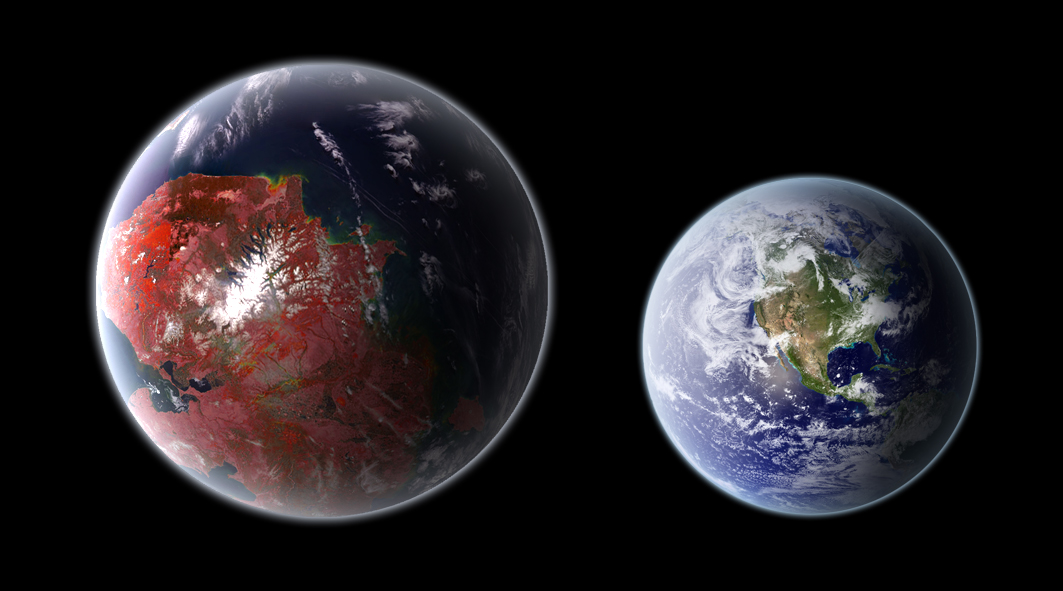
Confronto tra le dimensioni della Terra (a destra) e Kepler-442 b, uno dei pianeti conosciuti con l'ESI più elevato (0,84).

Un analogo terrestre, chiamato anche gemello della Terra o pianeta di tipo terrestre, è un esopianeta con condizioni simili a quelle che si trovano sulla Terra. Per essere considerato un analogo terrestre, un corpo planetario deve orbitare attorno alla sua stella nella cosiddetta zona abitabile, possedere una massa ed un raggio simili a quelli della Terra, avere un'adeguata composizione atmosferica, appartenere ad un sistema nel quale la stella madre sia simile al Sole, ed altre caratteristiche basiche del nostro pianeta che permettono, in combinazione con gli altri fattori sopra elencati, la presenza della vita come noi la conosciamo.
Da quando gli astronomi Michel Mayor e Didier Queloz scoprirono nel 1995 51 Pegasi b, il primo pianeta extrasolare che orbita attorno ad una stella simile al Sole, l'obiettivo principale degli esobiologi è stato quello di trovare una seconda Terra, o gemella della Terra. Negli anni successivi e fino al lancio del telescopio spaziale Kepler, a causa delle limitazioni degli strumenti di quel tempo, le scoperte riguardavano per lo più giganti gassosi che orbitano attorno alle loro stelle a breve distanza. Questo tipo di pianeti, chiamati gioviani caldi, influiscono notevolmente sulle loro stelle e transitano di frequente davanti ad esse, facilitando la loro individuazione, e questo pareva indicare una chiara supremazia quantitativa di tali pianeti rispetto agli altri, a causa dell'effetto di selezione. Nel corso del tempo, gli strumenti di ricerca migliorarono, invertendo la tendenza; divenne quindi evidente che la prevalenza di corpi tellurici simili alla Terra era superiore a quella dei pianeti giganti.
Per classificare i pianeti extrasolari in base al loro grado di parentela con la Terra, la NASA e il SETI hanno sviluppato un indicatore, l'indice di similarità terrestre (o ESI, dall'inglese «Earth Similarity Index») con la Terra, che stima la somiglianza con il nostro pianeta in termini di massa, raggio e temperatura. Al 2019, il pianeta con ESI più alto tra gli esopianeti conosciuti, e quindi più simili alla Terra, è Teegarden b (95%).
La possibilità di trovare un analogo terrestre riveste un particolare interesse per l'umanità, poiché si può dedurre che maggiore è la somiglianza tra un esopianeta e la Terra, e maggiore è la probabilità che il pianeta possa ospitare vita extraterrestre e, forse, anche una possibile civiltà aliena. Per questa ragione, il tema è stato spesso discusso in ambito scientifico, cinematografico, letterario e filosofíco. Inoltre, la scoperta e la colonizzazione di tali pianeti garantirebbe la sopravvivenza del genere umano in caso di catastrofi planetarie, come la stessa morte del Sole.

## Storia

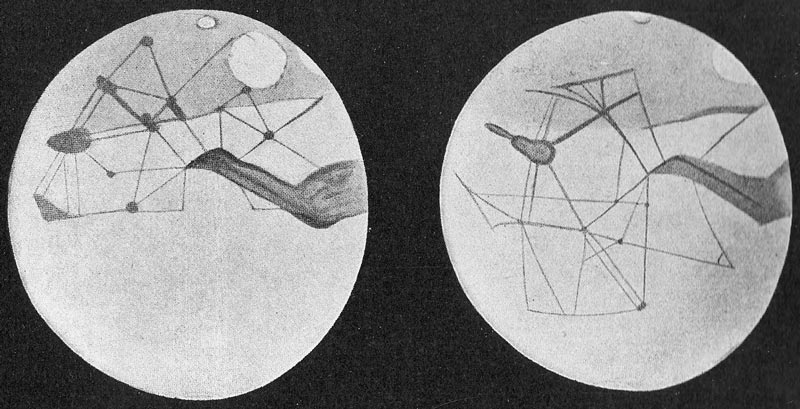
Percival Lowell raffigurava Marte come un pianeta arido cosparso di canali e popolato da una civiltà extraterrestre.

Tra il 1858 e il 1920, in molti, tra cui alcuni scienziati, pensarono che Marte fosse molto simile alla Terra, solo più arido ma con una spessa atmosfera ed altri aspetti simili, come l'inclinazione assiale, l'orbita e le stagioni, e si pensò che una civiltà marziana avesse costruito grandi canali. Queste teorie furono avanzate da Giovanni Schiaparelli, Percival Lowell ed altri, e per questo motivo Marte fu oggetto di opere di fantascienza, dove veniva spesso citato come il pianeta rosso, simile alla Terra, ma con un paesaggio desertico. Le immagini e i dati provenienti dalle missioni Mariner (1965) e Viking (1975-1980), rivelarono invece come Marte fosse un mondo craterizzato sterile. Con la possibilità che l'acqua esistesse in passato, Marte rimase comunque il pianeta più simile alla Terra nel sistema solare.
Fino agli anni sessanta anche Venere venne creduto essere solo una versione più calda della Terra, con una spessa atmosfera formata da nuvole d'acqua che nascondevano oceani sottostanti e nella letteratura veniva spesso presentato con alcune somiglianze con la Terra e diversi autori speculavano sull'esistenza di una civiltà venusiana. Queste credenze ebbero termine quando le prime sonde spaziali raccolsero dati scientifici accurati, grazie ai quali si scoprì che Venere è un mondo "infernale" con la temperatura superficiale superiore ai 400 °C e un'atmosfera acida 90 volte più densa dell'atmosfera terrestre.
Dal 2004, la sonda Cassini-Huygens rivelò che la luna di Saturno, Titano, era uno dei mondi più simili alla Terra al di fuori della zona abitabile. Pur avendo una composizione chimica estremamente diversa, nel 2007 venne confermata la presenza di laghi, fiumi e processi fluviali di metano avanzati come sulla Terra. Ulteriori osservazioni dei fenomeni meteorologici su Titano aiutarono la comprensione dei processi geologici che possono aver luogo su pianeti simili alla Terra.
Il telescopio spaziale Kepler, a partire dal 2011, iniziò ad osservare i transiti di potenziali pianeti terrestri nella zona abitabile, individuando diversi oggetti con raggio inferiore a 1,5 r⊕, e nel 2015 venne scoperto Kepler-452 b, un pianeta di dimensioni terrestri in orbita ad una stella simile al Sole.

## Criteri

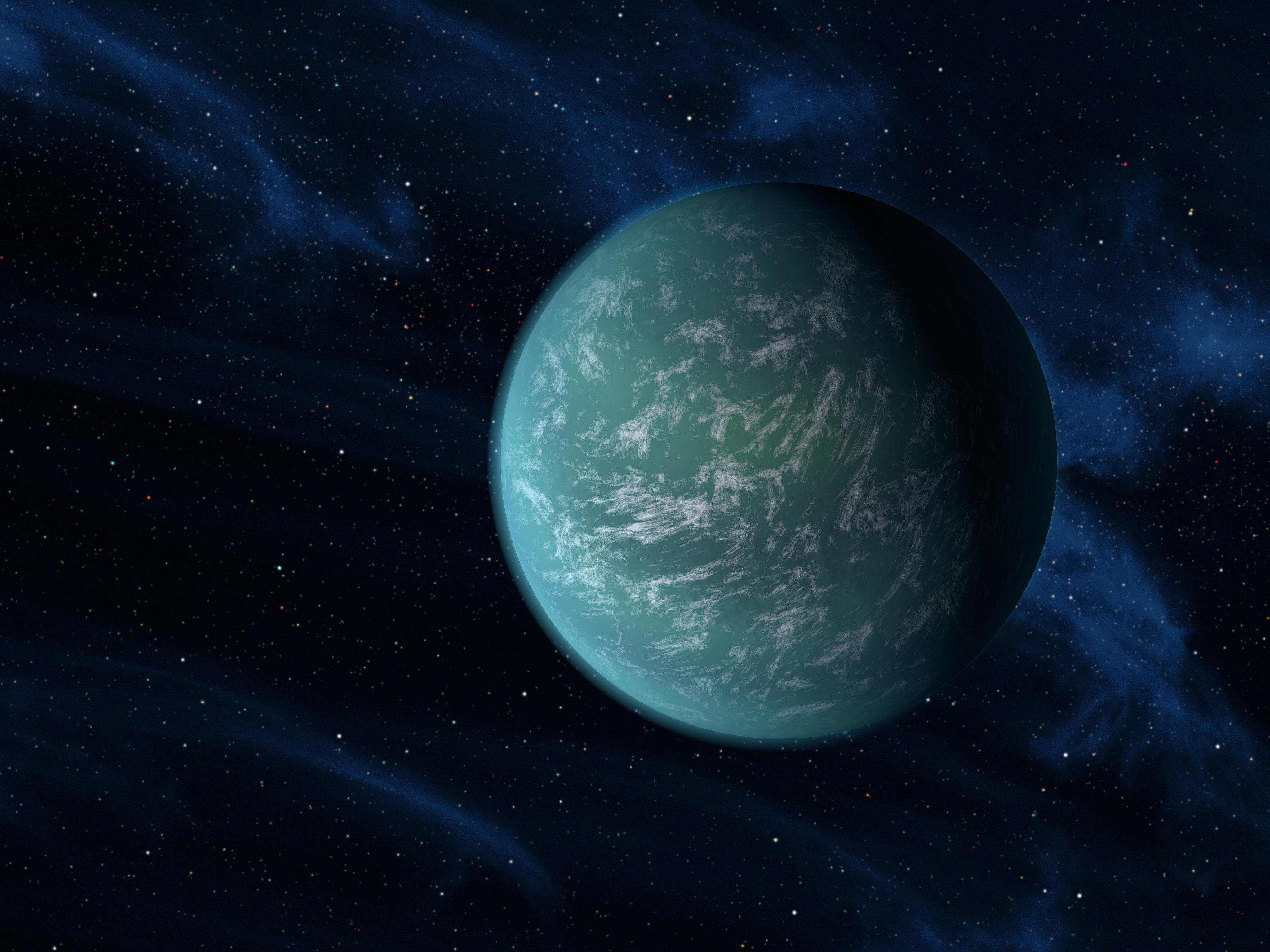
Immagine artistica di Kepler-22 b, un possibile analogo della Terra.

La probabilità di trovare un analogo terrestre dipende in gran parte da varie caratteristiche che si prevede siano simili alle caratteristiche della Terra. I criteri principali, che non sono comunque gli unici, sono: dimensioni del pianeta, gravità superficiale, tipo di stella madre, distanza orbitale, stabilità dell'inclinazione assiale e della rotazione, geografia simile, oceani, condizioni atmosferiche e meteorologiche, forte magnetosfera e la presenza di forme di vita complesse come sulla Terra. Se c'è vita complessa, potrebbero esistere alcune foreste che coprono gran parte della Terra, e se ci fosse anche vita intelligente, alcune parti del territorio potrebbero essere coperte da città. Alcuni fattori possono essere improbabili da trovare su un esopianeta, a causa proprio della storia della Terra. Ad esempio l'atmosfera terrestre non è sempre stato ricca di ossigeno, che è un chiaro segnale della comparsa della vita fotosintetica. La formazione, la presenza e l'influenza della Luna (come ad esempio le forze di marea) possono costituire un problema a trovare un analogo terrestre.

### Dimensioni
La gravità di un pianeta è direttamente proporzionale alla sua massa, di conseguenza un pianeta poco massiccio perderà velocemente la sua atmosfera primordiale, divenendo un pianeta deserto come Marte. Al contrario, un pianeta troppo massiccio potrebbe trattenere un'atmosfera troppo densa, che non lascia passare la luce della stella e dar luogo ad un effetto serra incontrollato, come nel caso di Venere. Per questa ragione, gli esperti pensano che un analogo terrestre debba avere una massa compresa tra 0,8 e 1,9 M⊕ e un raggio tra 0,5 e 2,0 R⊕, anche se studi dell'Harvard-Smithsonian Center for Astrophysics restringono il limite in 1,6 raggi terrestri, al di sotto del quale quasi certamente un pianeta avrebbe una composizione di roccia-ferro simile a quella della Terra e di Venere. Lo stesso studio afferma che un pianeta con massa inferiore a 6 masse terrestri ha grossa probabilità di avere una composizione simile a quella terrestre.
Quando vennero scoperti Kepler-62 e e Kepler-62 f, venne avanzata l'ipotesi che questi esopianeti fossero pianeti oceanici, che rappresenterebbero una via intermedia tra i pianeti tellurici come la Terra e i mininettuno. Questi casi potrebbero essere frequenti attorno alle nane rosse, poiché con orbite più piccole è più probabile che i corpi planetari in formazione abbiano catturato elementi pesanti presenti all'interno del disco protoplanetario. Non ci sono comunque ragioni che compromettano il formarsi della vita su questo tipo di pianeti.
Le dimensioni di un pianeta influiscono anche sul suo campo magnetico e sulla tettonica delle placche. Le super Terre potrebbero avere condizioni interne ben diverse dalla Terra, e mentre alcuni modelli indicano che la tettonica delle placche sia poco frequente nelle super Terre, altri suggeriscono che sarebbe un fenomeno comune, anche in caso di carenza d'acqua.
Uno studio statistico pubblicato ad ottobre 2018 da un gruppo di ricerca dell'università di Zurigo, basato sui dati disponibili di 83 esopianeti con massa e dimensioni note, ha concluso che un pianeta con caratteristiche simili alla terra non dovrebbe avere un raggio superiore a tre volte quello terrestre, calcolando ad 1,4 il raggio limite entro il quale si potrebbe avere una composizione simile e a 4 volte oltre il quale un pianeta sarebbe molto gassoso

### Temperatura

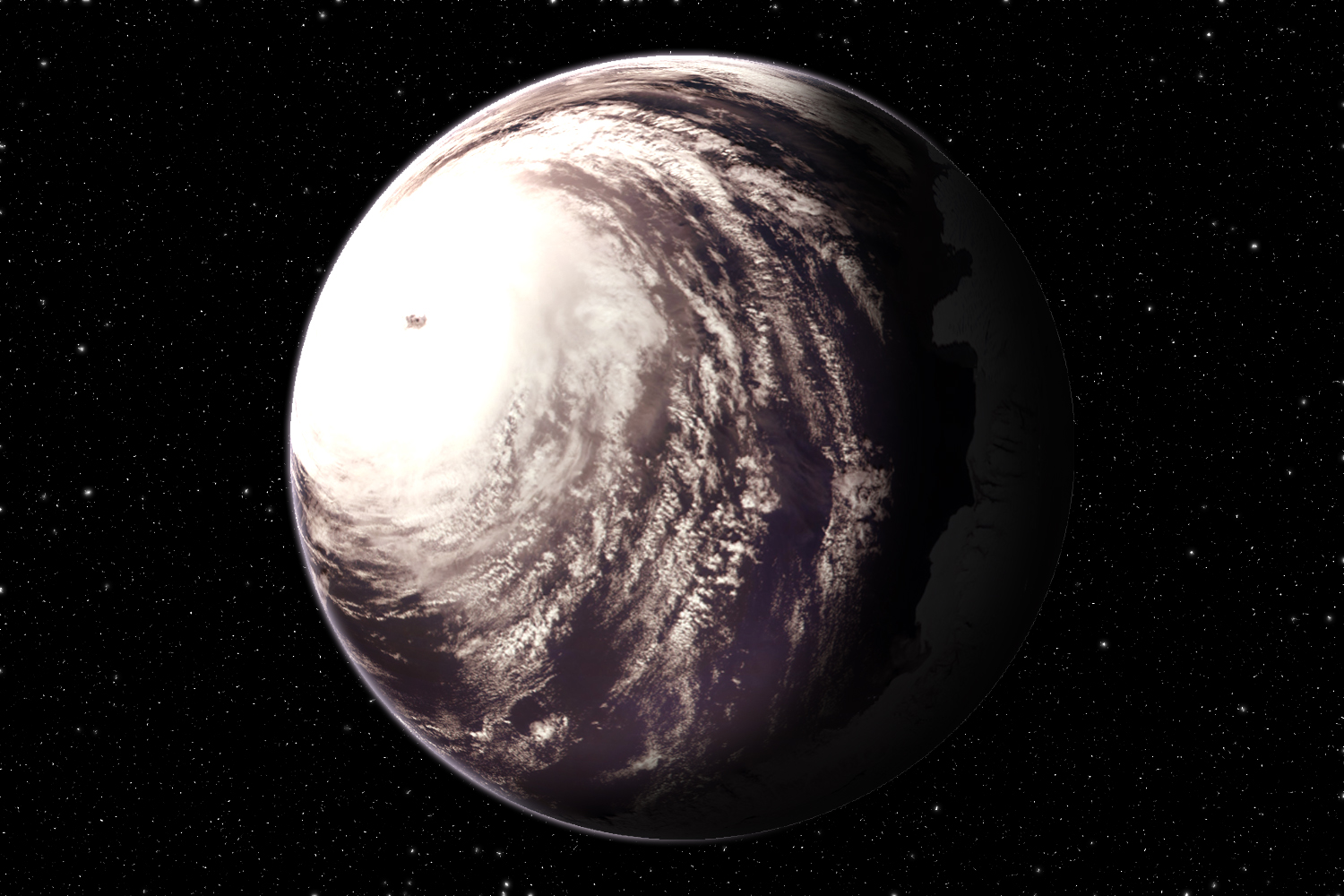
Possibile aspetto di un pianeta oceanico situato nella zona abitabile di una nana rossa.

Esistono diversi fattori che possono determinare la temperatura superficiale di un pianeta, come la distanza dalla sua stella e la luminosità di quest'ultima, l'albedo, la densità e composizione dell'atmosfera, in particolare la percentuale dei gas serra, e i blocchi mareali.
Come probabilmente accadde alla Terra nel cryogeniano, una temperatura media leggermente inferiore può portare all'aumento delle calotte polari, e di conseguenza aumentare l'albedo del pianeta, che riflettendo nello spazio gran parte dei raggi della stella causerà una diminuzione di temperatura, con conseguente aumento dell'estensione dei ghiacci, iniziando un processo che porterà ad una glaciazione globale.
Allo stesso modo, un'atmosfera con quantità maggiori di gas serra rispetto a quella terrestre potrebbe innescare un effetto serra galoppante, simile a Venere. A differenza di un ciclo di glaciazione globale, che un'attività vulcanica del pianeta potrebbe concludere, è difficile che i cambiamenti su un pianeta lo possano modificare abbastanza per sfuggire ad un effetto serra incontrollato. Molti dei pianeti più massicci della Terra in orbita vicino al bordo interno della zona abitabile della stella, sono probabilmente dei super Venere, piuttosto che delle super Terre.
Il blocco mareale è un altro fattore che può influenzare notevolmente la temperatura di un pianeta. Si verifica in genere nelle stelle di tipo M e di tardo tipo K, dove la zona abitabile non oltrepassa il limite entro il quale la forza gravitazionale della stella costringe il pianeta ad una rotazione sincrona, e di conseguenza qualsiasi esopianeta orbitante una stella di questo tipo nella sua zona abitabile avrà un emisfero costantemente esposto alla luce e l'altro nell'oscurità perpetua.
Oltre ad una maggior esposizione all'attività stellare a causa della vicinanza, il blocco mareale può influenzare le dinamiche interne del pianeta e distruggere la sua magnetosfera, esponendolo ai venti stellari. Si pensa che questi corpi registrino grandi differenze di temperatura tra l'emisfero diurno e quello notturno, dove l'acqua potrebbe congelarsi in assenza di una densa atmosfera che possa distribuire efficacemente il calore dall'emisfero illuminato a quello oscuro. Tuttavia, potrebbero esserci temperature moderate nella zona del terminatore del pianeta che potrebbero permettere l'abitabilità.
È probabile che le temperature più stabili si abbiano su pianeti orbitanti analoghe solari nella zona abitabile, dal momento che essi sono abbastanza lontani dalla loro stella da non essere in rotazione sincrona. La dimensione della zona abitabile è direttamente proporzionale alla luminosità della stella, essendo più ampia quanto più luminosa sia la stella stessa. Nel novembre 2013, in base ai dati della missione Kepler, gli astronomi hanno stimato in 11 miliardi il numero di esopianeti di tipo terrestre nella zona abitabile di stelle simili al Sole, solo nella nostra galassia.
La vita stessa è di per sé un fattore di abitabilità, moderando e stabilizzando la temperatura del pianeta attraverso meccanismi quali l'attività fotosintetica, che ha permesso la nascita di organismi aerobici sulla Terra. Esiste un ampio consenso tra la comunità scientifica circa l'evoluzione delle specie come una legge universale, quindi bisogna aspettarsi che, come è avvenuto sulla Terra, gli organismi semplici possono modificare le condizioni di abitabilità planetaria, in particolare la temperatura e la composizione atmosferica, permettendo lo sviluppo di altre forme di vita.

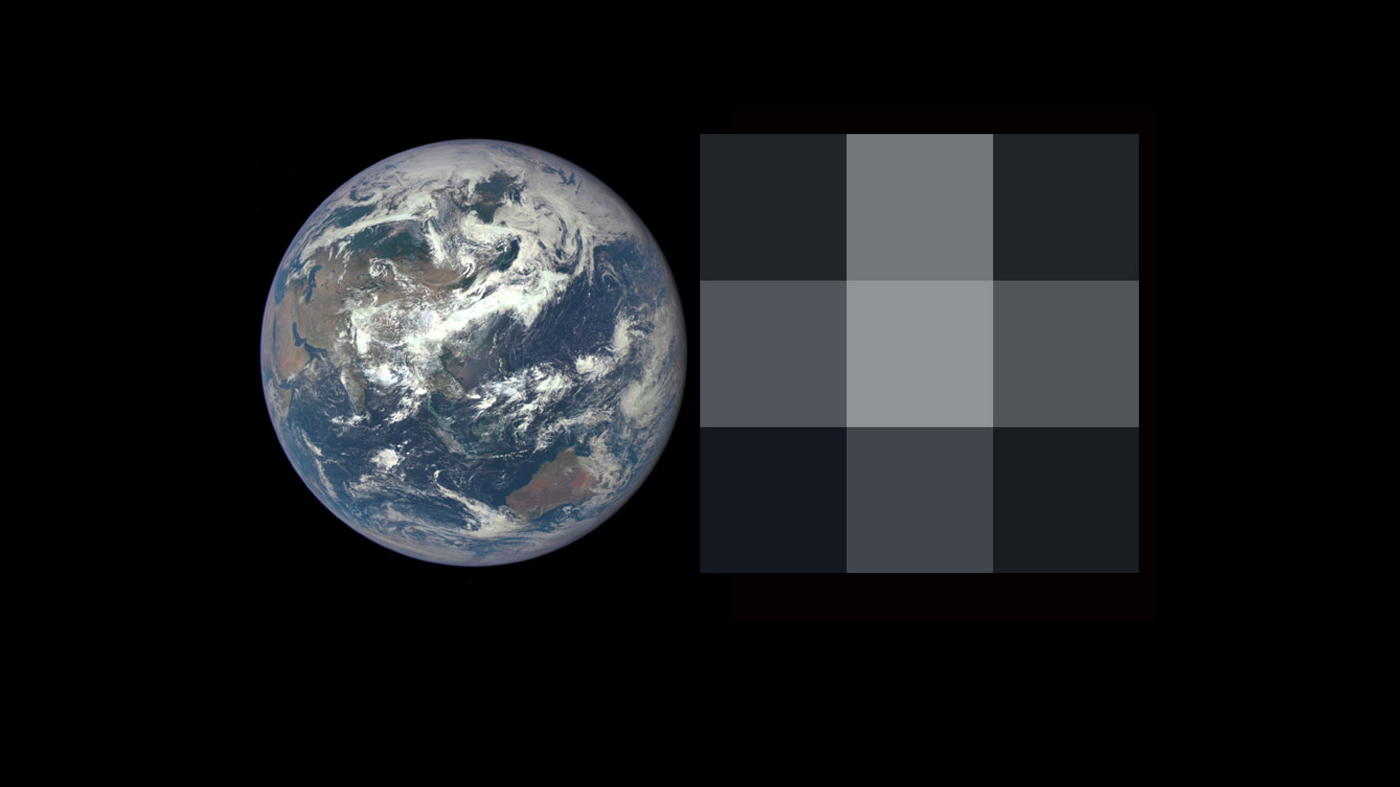
Immagine della Terra e, a destra, la stessa immagine ad una risoluzione di 3*3 pixel, come apparirebbe con una osservazione futura con gli attuali strumenti.

Proprio a seguito delle numerose scoperte del telescopio Kepler, parte della comunità astronomica ha sollevato perplessità dovute ad un eccessivo entusiasmo con cui i pianeti vengono dichiarati ''abitabili'' o Earth-Like. Nonostante la possibilità di incrociare dati di osservazioni effettuate con strumenti avanzati a diverse frequenze, l'analisi diretta è ancora lontana dal consentire di qualificare un esopianeta come candidato a supportare la vita o a rilevarne elementi chimici fondamentali.

### Stella

Classificazione stellare di Morgan-Keenan.

Le caratteristiche di una stella determinano le condizioni presenti in un sistema planetario. Le stelle più massicce e luminose come quelle di classe O e B, producono un processo di fotoevaporazione che impedisce la formazione di pianeti, ed è quindi praticamente impossibile trovare analoghi terrestri in orbita attorno a questo tipo di stelle. Inoltre, la vita di una stella è inversamente proporzionale alla sua massa, e perfino in stelle di tipo A e F la vita non ha probabilmente il tempo per svilupparsi.
All'altro estremo, le piccole nane rosse hanno zone abitabili molto vicine a esse, e per questo motivo è molto probabile che qualsiasi pianeta situato alla giusta distanza sia in rotazione sincrona, con un emisfero sempre rivolto alla stella e l'altro sempre al buio. Inoltre, le dinamiche delle nane rosse sono molto diverse da quelle del Sole, mostrando forti cali e aumenti di luminosità che influenzano negativamente qualsiasi forma di vita presente nel sistema. Gli effetti possono essere ancora più dannosi se si tratta di una stella a flare, uno stato che sembra essere comune nei primi miliardi di anni di vita delle stelle di questo tipo. La possibile esistenza di vita su pianeti appartenenti a nane rosse è oggetto di dibattito e di grande interesse per l'astrobiologia, visto che queste stelle sono le più comuni e longeve, costituendo oltre il 70% di tutte le stelle dell'universo, inoltre la loro stabilità aumenta man mano che invecchiano. Le nane arancioni di tipo K potrebbero essere ideale per lo sviluppo della vita, presentando gli stessi vantaggi di quelle di classe M senza i loro inconvenienti.
Un altro fattore da considerare è la metallicità della stella. Quelle con valori molto bassi sono povere di elementi pesanti, e questo influisce sulla composizione dei pianeti che si possono formare, che saranno anch'essi carenti di metalli pesanti. La metallicità di una stella varia a seconda della regione della galassia, e per questo è stato coniato il termine "zona galattica abitabile", che nella Via Lattea forma un anello tra i 4 e i 10 kpc dal centro galattico. Più vicino al nucleo della galassia, l'esposizione alle supernove e ad altri eventi cosmici altamente energetici impedirebbe la presenza di forme di vita complesse, mentre più lontano la metallicità sarebbe troppo bassa per consentire la formazione planetaria.
Di conseguenza, si prevede che gli analoghi terrestri appartengano ad analoghe solari, cioè a stelle aventi massa, dimensioni e metallicità simili al Sole o a una stella di tipo K.

### Composizione atmosferica

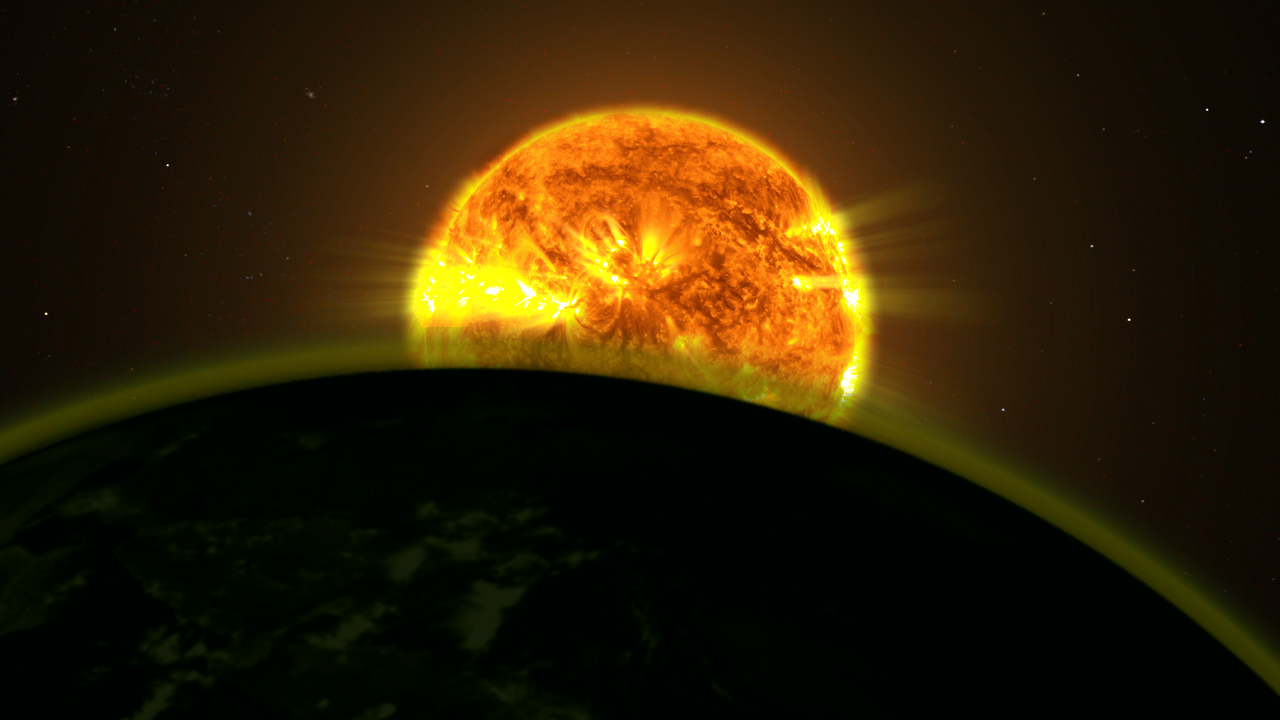
Illustrazione artistica di un esopianeta che mostra segni della presenza d'acqua nell'atmosfera.

I componenti principali dell'atmosfera terrestre sono molto comuni nell'universo, ed è probabile che tutti i pianeti abbiano o abbiano avuto, in qualche momento della loro storia, un'atmosfera più o meno densa composta in parte o interamente da idrogeno, ossigeno, azoto e/o composti chimici che ne derivano, quali anidride carbonica, metano, vapore acqueo e altri. L'atmosfera terrestre è composta principalmente da azoto (78%) e ossigeno (21%), prodotto dall'attività fotosintetica, ma è cambiata notevolmente nel corso del tempo, come dopo la catastrofe dell'ossigeno, alterando in modo significativo le condizioni della superficie terrestre. È possibile che, come è successo sulla Terra, nascano microrganismi negli oceani di esopianeti in grado di formarne altri capaci di generare la fotosintesi, in un processo di convergenza evolutiva, con il passare del tempo essi potrebbero modificare la composizione dell'atmosfera tanto da renderla compatibile per forme di vita complesse.
Solitamente si considerano l'ossigeno molecolare (O2) e il suo sottoprodotto fotochimico, l'ozono (O3), come i migliori indicatori atmosferici della presenza di attività organica nell'ambiente. Tuttavia, la fotolisi dell'acqua causata dalla radiazione ultravioletta, seguita dalla fuga idrodinamica dell'idrogeno, può innescare un accumulo di ossigeno nell'atmosfera dei pianeti vicini alla loro stella tanto da dar inizio a un effetto serra incontrollato. Si pensa che nei pianeti situati nella zona abitabile, la fotolisi dell'acqua sarebbe fortemente limitata da strati atmosferici freddi di vapor acqueo presenti nella bassa atmosfera. L'estensione di questi strati freddi dipende in larga misura dalla quantità di gas non condensabili presenti nell'atmosfera, come l'argon e l'azoto. In assenza di questi gas le probabilità di un accumulo di ossigeno dipendono anche dalla storia dell'accrescimento del pianeta, dalla chimica interna, dalle dinamiche atmosferiche e dalle caratteristiche della sua orbita. Per questo motivo l'ossigeno, di per sé, non rappresenta una forte biofirma. La percentuale di azoto e argon rispetto all'ossigeno potrebbe essere rilevata studiando le variazioni di radiazione infrarossa in base alla fase orbitale, oppure con metodi spettroscopici con l'analisi dello scattering di Rayleigh durante un transito.
Gli attuali strumenti non hanno la precisione necessaria per eseguire questi studi spettroscopici su pianeti extrasolari di massa terrestre orbitanti alle loro stelle nella zona abitabile. Alcuni telescopi terrestri e spaziali in programma nel futuro prossimo potrebbero risolvere alcune delle incognite della comunità scientifica, studiando la composizione atmosferica di potenziali analoghi terrestri, confermando o no la presenza di vita.

### Altri fattori

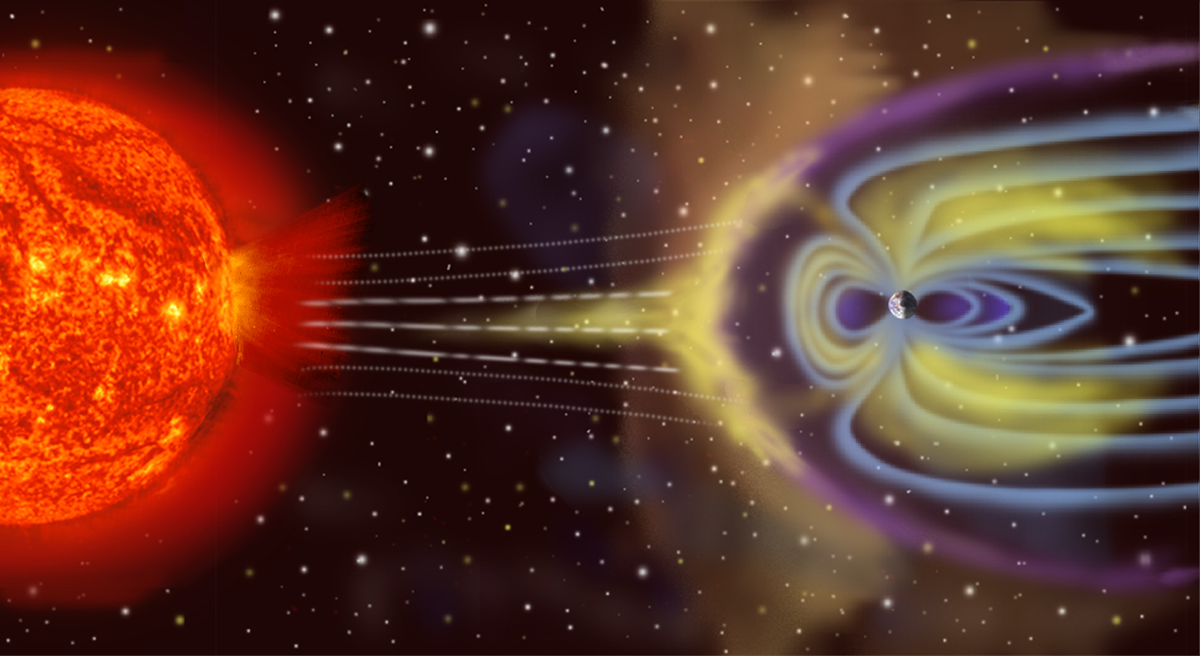
Immagine artistica della magnetosfera terrestre e della sua interazione col vento solare.

Al di là delle caratteristiche basiche per considerare un pianeta analogo alla Terra, ci sono molti altri fattori che potrebbero alterare significativamente le condizioni di vita di un esopianeta, come la presenza di un campo magnetico protettivo contro i venti stellari. La magnetosfera terrestre nasce dalla separazione del nucleo in diversi strati: il nucleo esterno è composto principalmente da ferro fuso ad alta conduttività, che genera magnetismo mediante la legge di Ampère. I pianeti extrasolari con massa, densità, composizione e rotazione simile alla Terra dovrebbero presentare un campo magnetico simile. Tuttavia, la maggior massa delle super Terre può generare alte pressioni con grandi viscosità e alte temperature di fusione che impediscono la separazione delle parti interne, rimanendo con un mantello indefinito senza un nucleo ben delimitato. In questi casi, l'ossido di magnesio, che è roccioso sulla Terra, potrebbe trovarsi liquefatto all'interno delle super-Terre, generando un campo magnetico. Nei pianeti in blocco mareale, l'assenza di rotazione potrebbe impedire la formazione di una magnetosfera, e la conseguente esposizione ai venti stellari potrebbe causare l'espulsione di tutto l'idrogeno nello spazio, trasformandoli in pianeti desertici.
Le catastrofi accadute nel corso della storia di un pianeta potrebbero cambiare la sua abitabilità, e se anche un potenziale gemello terrestre dovesse soddisfare i criteri chiave, una collisione con un protopianeta durante la formazione del sistema potrebbe alterare in modo significativo l'inclinazione assiale e la velocità di rotazione, facendogli perdere la magnetosfera, come si pensa che sia accaduto a Venere e Urano. Analogamente, l'orbita del sistema attorno alla galassia potrebbe avvicinarlo a stelle massicce, dalla breve esistenza e che dopo pochi milioni di anni esplodono in supernovae, spazzando via l'ozonosfera e, in casi estremi, gran parte della sua atmosfera. Ci sono diverse eventualità che possono rendere inabitabile un pianeta, anche se questo, per massa e temperatura, fosse completamente simile alla Terra. Anche in questo caso, l'analisi della sua atmosfera potrebbe chiarire i dubbi al riguardo.

## Ricerche di analoghi terrestri

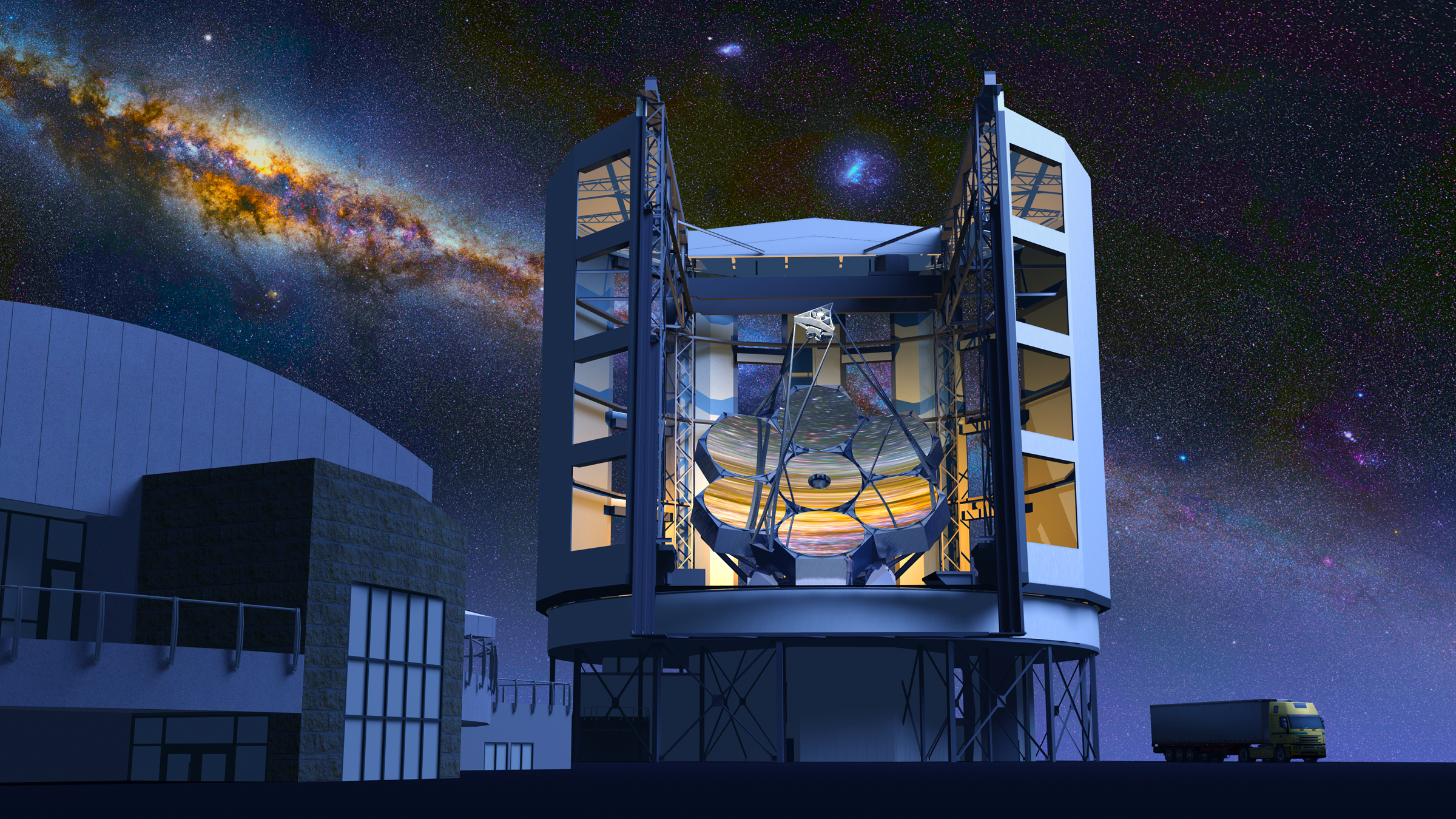
Immagine artistica del Giant Magellan Telescope.

I primi pianeti extrasolari potenzialmente abitabili erano soprattutto delle super Terre, come Gliese 581 d, Gliese 581 g e Gliese 667 Cc, tutti in orbita attorno a nane rosse in orbite strette, che consentivano un facile rilevamento delle variazioni della velocità radiale della stella. Indipendentemente dai problemi derivanti dalla loro massa elevata, questi pianeti sono quasi certamente in rotazione sincrona e la loro potenziale abitabilità è ancora in fase di studio.
Il miglioramento dei metodi di individuazione degli esopianeti negli ultimi anni, grazie anche a strumenti come il telescopio spaziale Kepler, ha rivoluzionato l'astronomia, e in meno di un decennio, le attenzioni degli scienziati sono passate dai gioviani caldi alle super Terre e, negli ultimi tempi, a oggetti di massa terrestre. Tali progressi hanno svegliato un grande interesse nella ricerca di un gemello della Terra, e le principali agenzie aerospaziali hanno sviluppato progetti per missioni sempre più ambiziose, alla ricerca di un'altra Terra. Con la crisi economica del 2008 e i conseguenti tagli governativi hanno frenato alcuni di questi progetti, rinviati a tempo indeterminato o sostituiti da alternative più economiche.
Tra i progetti annullati o rinviati a tempo indeterminato figuravano la missione Darwin dell'ESA e il Terrestrial Planet Finder della NASA. Questi telescopi spaziali sarebbero stati in grado di rilevare esopianeti di massa terrestre e di studiare le loro atmosfere, in cerca di indicatori della presenza di forme di vita.
Al 2016, alcuni dei progetti in corso di osservatori terrestri e spaziali per ottenere nuove informazioni sui pianeti extrasolari sono:
Osservatori terrestri
- Giant Magellan Telescope (GMT): composto da 7 specchi di 8,4 m, avrà una risoluzione 10 volte maggiore del Telescopio spaziale Hubble, dovrebbe vedere la prima luce nel 2029.[102][103]
- Thirty Meter Telescope (TMT): avrà un'apertura di 30 m e al 2023 non è noto quando entrerà in funzione.
- European Extremely Large Telescope (E-ELT): telescopio dell'ESO che entrerà in funzione nel 2028. Grazie allo specchio primari da 39 m dovrebbe essere in grado di studiare le atmosfere dei pianeti extrasolari.[104]

Osservatori spaziali

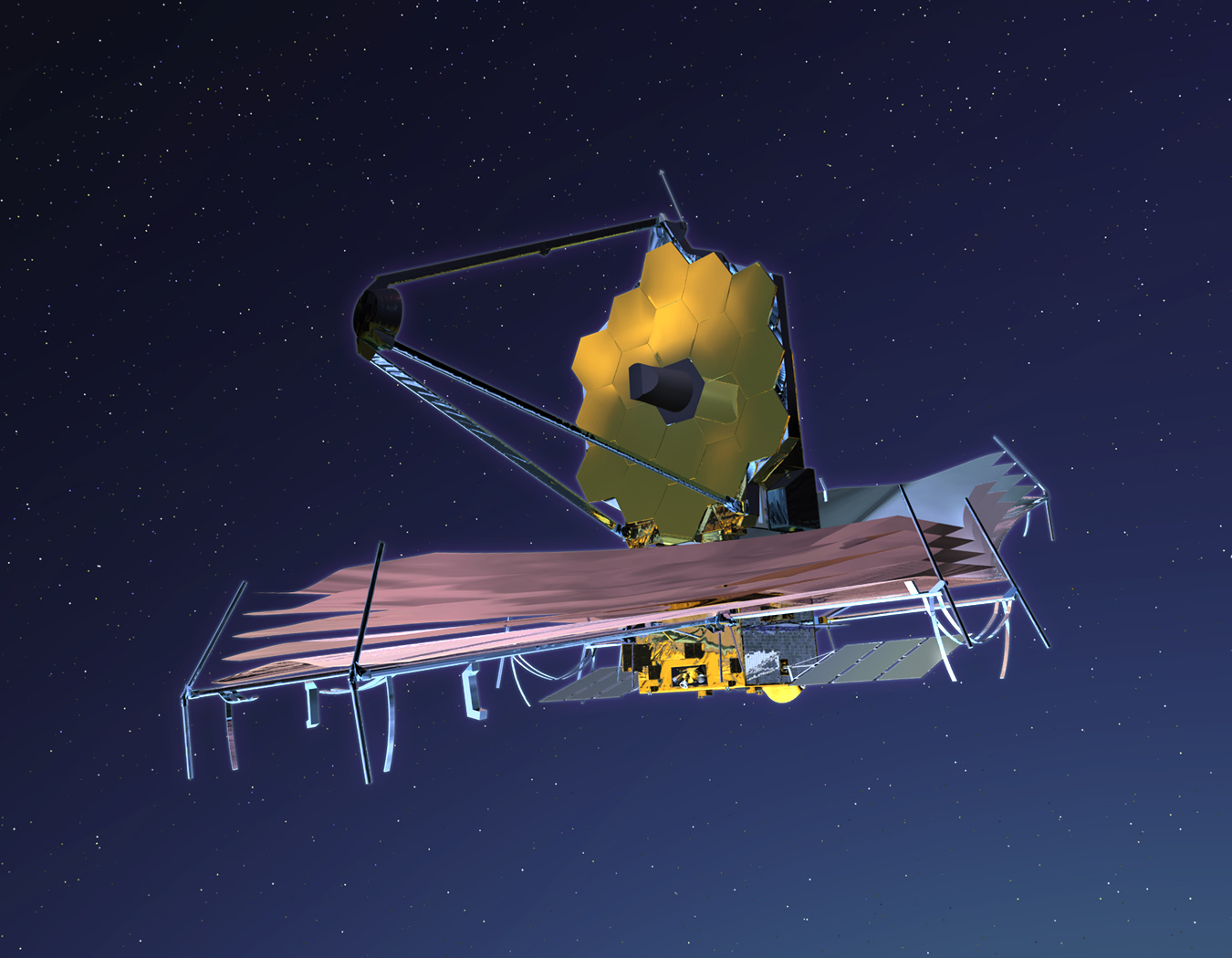
Rappresentazione artistica del telescopio James Webb.

- Transiting Exoplanet Survey Satellite (TESS): telescopio progettato dalla NASA per scoprire pianeti terrestri col metodo del transito. Considerato il successore del telescopio Kepler, a differenza dei questi copre l'intera volta celeste, osservando circa 500 000 stelle di tipo solare o di tipo K. TESS è stato lanciato ad aprile 2018.[105]
- CHEOPS: telescopio dell'ESA lanciato in orbita eliosincrona nel 2019. Si concentra sull'analisi di massa, raggio e densità di esopianeti, con un dettaglio senza precedenti.[101]
- Telescopio spaziale James Webb (JWST): successore nell'infrarosso del telescopio Spitzer. Con uno specchio di 6,5 m, è stato lanciato nel 2021 e studia l'universo nella banda infrarossa, compresi i sistemi planetari e le atmosfere dei pianeti terrestri e la loro abitabilità.[100]

Progetti futuri
Negli anni 2010 la NASA ha proposto diversi concetti di telescopi tecnologicamente avanzati per diversi scopi, alcuni dei quali volti alla ricerca di pianeti abitabili mediante il rilevamento di eventuali biofirme. 
- LUVOIR: telescopio ancora in fase di studio dalla NASA del quale sono stati presentati due progetti: LUVOIR-A, precedentemente conosciuto come High Definition Space Telescope (HDST) avrebbe uno specchio primario di 15 metri di diametro, offrendo immagini fino a 24 volte più nitide del telescopio spaziale Hubble.[106] Come il JWST sarebbe posto nel punto lagrangiano L2 e osserverebbe i suoi obbiettivi nella bande dell'ultravioletto, del visibile e dell'infrarosso. Una prima proposta di lancio è stata ipotizzata per la fine degli anni 2030.[107] LUVOIR-B invece, precedentemente noto come ATLAST, è più piccolo di LUVOIR-A avendo un diametro dello specchio principale di 8 metri, è stato progettato per produrre una risoluzione angolare 5-10 volte migliore rispetto al JWST.[108] A differenza di LUOVIR-A e come il telescopio Hubble, sarebbe posto in orbita terrestre con la possibilità di aggiornamenti e manutenzione tramite navicelle con o senza equipaggio.

### Scoperte

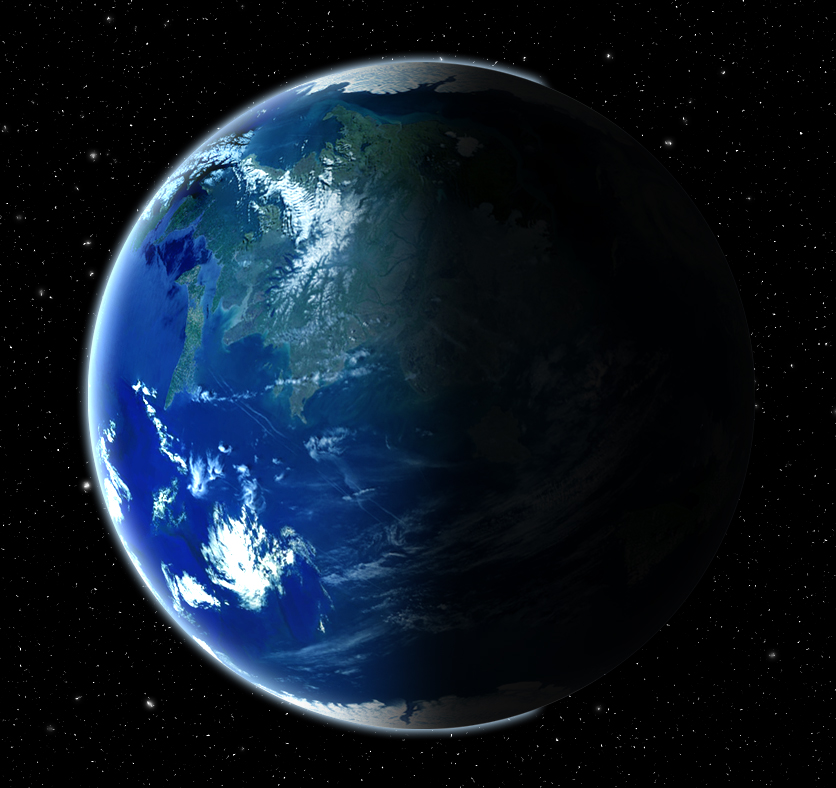
Possibile aspetto di un analogo terrestre

Il lancio del telescopio Kepler ha aumentato in modo esponenziale il ritmo delle scoperte di esopianeti. L'aggiornamento del database della NASA del 10 maggio 2016 ha portato il numero di pianeti extrasolari confermati a 3302, mentre 4169 è il numero dei candidati in attesa di conferma. Le osservazioni di Kepler hanno cambiato il trend prodotto dai metodi di rilevamento precedenti, indicando una netta predominanza dei pianeti terrestri rispetto ai giganti gassosi.
Queste scoperte hanno avuto grande influenza nell'astrobiologia, nei modelli di abitabilità planetaria e nella ricerca di vita extraterrestre. La NASA e il SETI hanno proposto la classificazione degli analoghi terrestri basandosi su una scala, l'indice di similarità terrestre (ESI), che tiene conto della massa, del raggio e della temperatura di un pianeta per stimare il grado di parentela con la Terra. Un ESI alto indica un elevato grado di somiglianza con il nostro pianeta e condizioni potenzialmente idonee per lo sviluppo della vita così come noi la conosciamo. Teegarden b (93%), K2-72 e (90%) e Gliese 3323 b (90%) sono, al 2020, i pianeti con ESI più alto.
Il 23 luglio 2015 la NASA ha confermato la scoperta di Kepler-452 b, il primo esopianeta scoperto con un ESI maggiore di 0,80 che orbita attorno ad una stella simile al Sole. Non essendo considerate le caratteristiche della stella nel calcolo dell'ESI, ed essendo più grande della Terra (1,63 R⊕), è solo all'undicesimo posto tra i pianeti a più alto ESI, tuttavia, esperti della NASA e scopritori considerano Kepler-452 b uno dei pianeti più somiglianti con Terra, considerando la stella madre così simile al Sole. Non viene comunque scartata l'ipotesi che Kepler-452 b possa essere un pianeta oceanico o un nano gassoso e che potrebbe essere più caldo della Terra.
Il telescopio Kepler, autore della scoperta, deve il suo successo per la sua precisione e sul rilevamento dei transiti planetari come metodo primario per l'individuazione di pianeti terrestri. L'uso di questo metodo comporta che siano più facilmente individuabili analoghi terrestri situati nelle zone abitabili che transitano davanti a nane rosse o nane arancioni, stelle più piccole del Sole, mentre al contrario, è più difficoltoso confermare pianeti attorno ad analoghe solari, poiché le probabilità che i segnali rilevati siano errati è più alta. Kepler-452 b è una delle poche eccezioni in cui un pianeta extrasolare che appartiene ad una stella di questo tipo non venga poi catalogato come falso positivo, come è successo con KOI-5123.01 e KOI-5927.01. Per questo motivo anche l'esistenza di KOI-4878.01, potrebbe, alla fine, essere smentita.
Sotto, i dieci pianeti confermati con l'ESI più alto ad aprile 2019:
| Pianeta            | ESI  | Distanza | M⊕           | R⊕      | Temperatura (K) | anno scoperta |
| ------------------ | ---- | -------- | ------------ | ------- | --------------- | ------------- |
| K2-72 e            | 0,90 | 228      | 2,7          | 0,82    | 280             | 2016          |
| Gliese 3323 b      | 0,90 | 17,4     | 2,02 ± 0,25  |         | 264             | 2017          |
| TRAPPIST-1 d       | 0,89 | 39,5     | 0,41         | 0,77    | 264             | 2017          |
| Proxima Centauri b | 0,87 | 4,224    | 1,27         | 0,9     | 234             | 2016          |
| TRAPPIST-1 e       | 0,87 | 39,5     | 0,62         | 0,92    | 280             | 2017          |
| Gliese 667 Cf      | 0,87 | 22,7     | 4,54         | 1,5?    | 247             | 2011          |
| Ross 128 b         | 0,86 | 11,1     | > 1,35 ± 0,2 | 0,8-1,5 | 256 ± 45        | 2017          |
| Kepler-442 b       | 0,85 | 1 292    | -            | 1,34    | 233             | 2015          |
| Gliese 273 b       | 0,84 | 17,4     | 2,89         | -       | 267             | 2017          |
| Kepler-452 b       | 0,83 | 1 400    | 5 ± 2        | 1,63    | 261             | 2015          |
| Kepler-62 e        | 0,82 | 1 200    | -            | 1,61    | 261             | 2013          |

### Altri criteri di classificazione
Abel Mendez, direttore del Planetary Habitability Laboratory, ha elaborato una lista che tiene conto di altri criteri oltre all'ESI per classificare gli esopianeti. L'ESI infatti considera solo raggio, densità, velocità di fuga e temperatura d'equilibrio del pianeta, che non sono gli unici fattori da tenere in considerazione per la ricerca di eventuali gemelli della Terra.
 Sotto, un elenco degli altri criteri considerati dal PHL:
- SPH (Standard Primary Habitability): indica la attitudine di un pianeta per ospitare la vita vegetale. Varia da 0 a 1, dove 0 corrisponde ad un ambiente inospitale o quasi, e 1 un ambiente perfetto per la produzione primaria. Dipende dalla densità atmosferica e dall'umidità relativa.[120]
- HZD (Habitable Zone Distance): indica la distanza dal centro della zona abitabile e varia da -1 (limite interno della zona abitabile) a 1 (limite esterno), e il valore 0 corrisponde al centro della zona abitabile.[121]
- HZC (Habitable Zone Composition): indica la composizione principale del pianeta in funzione della massa e/o del raggio. Valori vicini a 0 rappresentano probabilmente na composizione di ferro, roccia e acqua, simile a quella terrestre, valori inferiori a -1 indicano pianeti principalmente composti da ferro, e superiori a 1 a pianeti gassosi.[122]
- HZA (Habitable Zone Atmosphere): è una tima della densità atmosferica. Valori vicini a -1 indicano pianeti privi o quasi di atmosfera, mentre valori superiori a 1 indicano probabilmente giganti gassosi[123]
- TPHCE (Thermal Planetary Habitability Classification for Exoplanets): è una classificazione termica di abitabilità planetaria, che divide i pianeti potenzialmente abitabili in cinque classi in base alle temperature superficiali:[124]
  - Ipopsicropianeta (hP): molto freddo, temperature inferiori ai -50 °C
  - Psicropianeta (P): freddo, temperature tra -50 e 0 °C
  - Mesopianeta (M): Con temperature intermedie, tra 0 e 50 °C
  - Termopianeta (T): Caldo, temperature tra 50 e 100 °C
  - Ipertermopianeta (hT): Molto caldo, temperature oltre 100 °C

### Teorie
Nel corso degli anni, gli scienziati hanno discusso quanto frequentemente appaiono analoghi terrestri nell'universo, sostanzialmente su due distinte teorie: l'ipotesi della rarità della Terra e il principio di mediocrità copernicano. I sostenitori della prima teoria sostengono che la presenza di vita complessa su un corpo planetario è il frutto di grandi coincidenze statisticamente improbabili, tra cui la presenza di un "Giove" che cattura la maggior parte delle comete e degli asteroidi diretti verso i pianeti interni del sistema, un satellite di notevoli proporzioni, la posizione nella "zona abitabile galattica" e una tettonica delle zolle, indipendentemente dagli altri fattori menzionati in precedenza. Questa teoria è stata oggetto di importanti critiche, che la considerano eccessivamente restrittiva e influenzata da presupposti creazionisti. Negli ultimi anni, molti esperti hanno dimostrato tramite calcoli e simulazioni che parte dei principi fondamentali dell'ipotesi della rarità della Terra potrebbero essere erronei.
Al contrario, i seguaci del principio di mediocrità sostengono che la vita complessa sia comune nell'universo. Tra i maggiori difensori di questa teoria c'è l'astronomo Frank Drake, che nel 1961 sviluppò un'equazione in grado di stimare il numero di pianeti abitati da esseri intelligenti nella nostra galassia. Secondo una sua stima, potrebbero esistere tra mille e cento milioni di civiltà solo nella Via Lattea. Successivamente le sue stime furono considerate errate, poiché a quel tempo molti dei valori delle incognite dell'equazione erano totalmente sconosciuti. Tuttavia, il principio di mediocrità si dimostrò essere la norma in cosmologia, dal risultato dell'elevato numero di stelle nella galassia e di galassie nell'universo.
Sulla base dei dati della missione Kepler, gli astronomi hanno stimato, nel novembre 2013, che esisterebbero 40 miliardi di analoghi terrestri solo nella Via Lattea, di cui 11 miliardi in orbita attorno a stelle simili al Sole. Statisticamente queste cifre fanno supporre che l'esopianeta abitabile più vicino potrebbe trovarsi a soli 12 anni luce di distanza. Questi dati non chiariscono definitivamente quale delle due teorie sia più vicina alla realtà, ma dimostrano che i pianeti che soddisfano le condizioni di vita di tipo terrestre sono comuni nella galassia.
Secondo un altro studio del 2020 di Steve Bryson e colleghi basato sulle scoperte del telescopio spaziale Kepler, nella Via Lattea potrebbero esistere approssimativamente 300 milioni di pianeti abitabili in orbita attorno a stelle simili al Sole. Nello studio, basato su calcoli probabilistici, vengono presi in considerazioni pianeti con una massa compresa tra 0,5 e 1,5 volte quella terrestre che orbitano attorno a stelle di tipo G o K aventi una temperatura compresa tra 4800 K e 6300 K.
Le posizioni degli astronomi si situano ai due estremi, e si ritiene comunque che il numero effettivo di civiltà presenti nella Via Lattea sia molto minore dei milioni stimati da Frank Drake, suggerendo che queste civiltà siano forse più distanti da ciò che si pensa e sia difficile la comunicazione tra loro. Si ritiene comunque che la vita microbiotica e anche complessa sia comune nell'universo. In futuro, nuove strumentazioni per la ricerca esoplanetaria potrebbero "aggiustare" le stime a valori più vicini alla realtà.

## Pianeti superabitabili

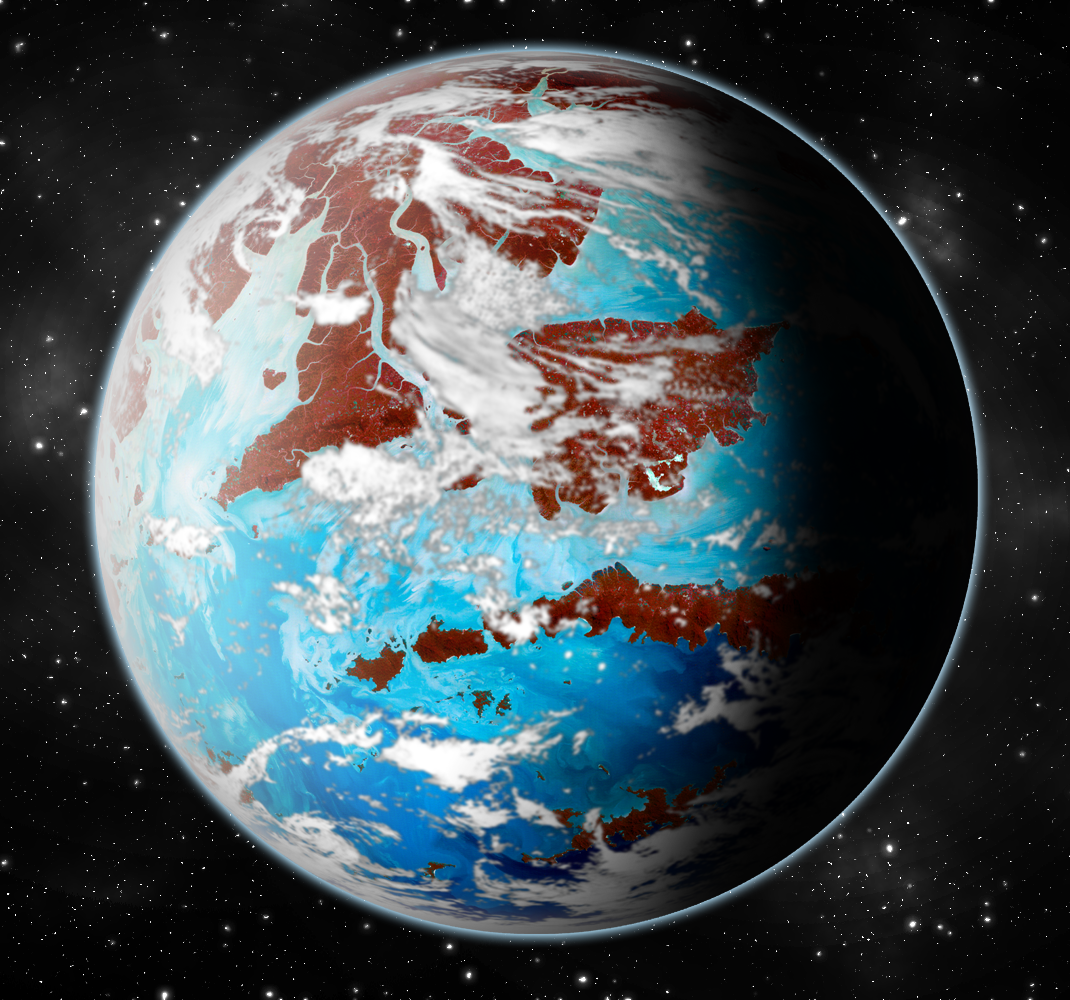
Immagine artistica di un esopianeta con delle condizioni simili a quelle che potrebbe presentare Kepler-442 b.

I risultati degli ultimi anni ottenuti con le osservazioni del telescopio Kepler hanno sorpreso gli esperti. I pianeti extrasolari estremi sembrano situarsi molto al di sopra dei primati degli oggetti del sistema solare, sotto tutti gli aspetti, e i ricercatori sviluppano costantemente nuovi modelli per predire nuove classi di pianeti che potrebbero essere scoperti in futuro, come per esempio i pianeti oceanici, di carbonio, e altri. Nel gennaio del 2014, gli astrofísici René Heller e John Armstrong pubblicarono i risultati di una estesa ricerca in Astrobiology, dove suggerivano la possibile esistenza di pianeti «superabitabili», oggetti di dimensioni planetarie simili alla Terra che sarebbero perfino più adatti alla vita degli analoghi terrestri.
Il Planetary Habitability Laboratory (PHL), dell'Università di Porto Rico ad Arecibo, ha creato una serie di criteri supplementari all'ESI che stimano le condizioni che possono presentarsi su un esopianeta a partire dalle informazioni disponibili, assegnando a sua volta il corrispondente valore per la Terra. L'ESI può al massimo raggiungere il valore 1 del nostro pianeta, e qualsiasi corpo planetario con un ESI simile sarebbe considerato come un gemello della Terra. Ciò nonostante, la stessa Terra non raggiunge il massimo nel resto dei parametri. Per esempio, arriva solo ad un valore di 0,72 nella scala dell''abitabilità primaria comune, definita come la «capacità di sostenere la vita vegetale, per via dell'atmosfera relativamente scarsa, e non raggiunge il massimo nemmeno riguardo alla "distanza dal centro della zona abitabile" (-0,5), visto che si trova verso i confini interni di questa regione.
Anche alcuni dei pianeti confermati superano la Terra in certi criteri, lo stesso Kepler-442 b è situato più al centro della zona abitabile rispetto alla Terra, e forse anche la sua atmosfera è più adatta per ospitare la vita, e anche se apparentemente troppo freddo, potrebbe comunque avere l'atmosfera più densa e un effetto serra maggiore di quello terrestre, in grado di aumentare la temperatura.
Altri fattori che possono far superare l'abitabilità della Terra sono il tipo stellare, il campo magnetico, la profondità media degli oceani e la tettonica delle placche. Le stelle di tipo K, note anche come nane arancioni, sono meno luminose rispetto alle stelle di classe G come il Sole, ma il loro ciclo vitale è notoriamente superiore, inoltre questa classe di stelle ha una massa sufficiente per superare i problemi che affliggono l'abitabilità attorno alle nane rosse, per cui i loro sistemi potrebbero essere più adatti alla vita delle analoghe solari. Riguardo alla tettonica delle placche, i modelli di Heller e Armstrong prevedono che pianeti con massa di 2 M⊕ possono avere una migliore attività geologica, inoltre essendo più massicci, è probabile che abbiano un maggiore campo magnetico in grado di offrire una migliore protezione contro il vento stellare, e che l'atmosfera sia più densa di quella terrestre senza raggiungere le estremità dell'atmosfera venusiana. Infine, la profondità media degli oceani terrestri non favorisce particolarmente la vita marina, più abbondante e diversificata nelle regioni poco profonde, quindi pianeti con oceani poco profondi potrebbero essere più adatti alla vita.
Alla luce di queste ipotesi, Heller e Armstrong propongono l'uso del termine "mondi superabitabili" per definire quei pianeti che hanno migliori condizioni per la vita rispetto alla Terra. Si stima che il loro aspetto e le loro caratteristiche sarebbero simili ad un analogo terrestre, e il loro ESI raggiungerebbe valori vicini a 1, anche se non esattamente a tale valore a causa delle loro sottili differenze. Al 2016, non è stato scoperto nessun esopianeta in grado di raccogliere tutte insieme le caratteristiche di un mondo superabitabile.

## Terraformazione

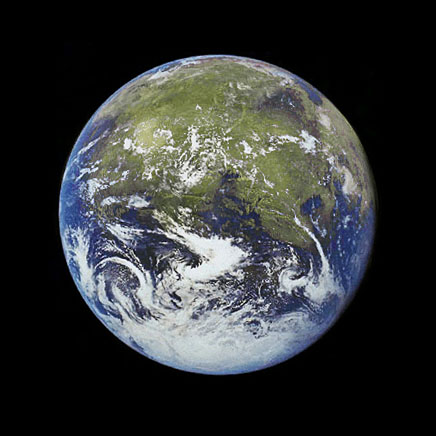
Rappresentazione artistica di Marte terraformato.

La terraformazione di un pianeta, satellite o altro corpo celeste, è un processo ipotetico di modificazione deliberata di atmosfera, temperatura e topografia superficiale; per adattarlo alle esigenze delle forme di vita terrestre.
La terraformazione permetterebbe all'umanità di colonizzare su grande scala un pianeta evitando di percorrere le grandi distanze dello spazio interstellare. Esperti di tutto il mondo hanno sviluppato tecniche teoriche per intraprendere questo processo nei candidati più vicini, Marte e Venere. Con le modifiche necessarie, Venere potrebbe arrivare a convertirsi in un analogo terrestre dopo un processo considerevolmente più lungo e costoso di quello che sarebbe necessario per terraformare Marte. Tuttavia, essendo quest'ultimo un corpo molto meno massiccio della Terra, non potrebbe raggiungere lo stato di analogo della Terra poiché qualsiasi processo di questo tipo sarebbe temporaneo, in quanto perderebbe la sua atmosfera come conseguenza della sua minore gravità e dell'assenza di magnetosfera.
È possibile che in sistemi stellari vicini esistano pianeti non adatti alla vita che richiederebbero pochi cambiamenti per essere abitabili, e i cui processi risulterebbero più economici e accessibili per l'umanità. In ogni caso, la tecnologia attuale non permette di realizzare queste modifiche a larga scala su un pianeta, e probabilmente processi di questo tipo sono fuori della portata per l'essere umano per vari decenni o secoli.

## Una nuova casa
Il passo successivo dopo aver scoperto, confermato e analizzato debitamente le condizioni di un analogo terrestre, sarebbe quello di inviare sonde spaziali per studiarlo in profondità e ottenere immagini superficiali e, successivamente, progettare missioni con equipaggio. Anche se un gemello terrestre si trovasse a poche decine di anni luce, il viaggio sarebbe impossibile da intraprendere con i mezzi disponibili nell'era attuale. La navicella spaziale più veloce inviata dall'essere umano nello spazio, la Voyager 1, viaggia a 1/18 000 della velocità della luce. A questa velocità, tarderebbe 76 000 anni ad arrivare a Proxima Centauri, la stella più vicina (4,23 anni luce). Con la tecnologia attuale, sarebbe possibile sviluppare in pochi anni una nave a propulsione nucleare ad impulso per ridurre il tempo di percorrenza a meno di un secolo, ma per arrivare agli esopianeti abitabili più prossimi potrebbero essere necessari centinaia o migliaia di anni.

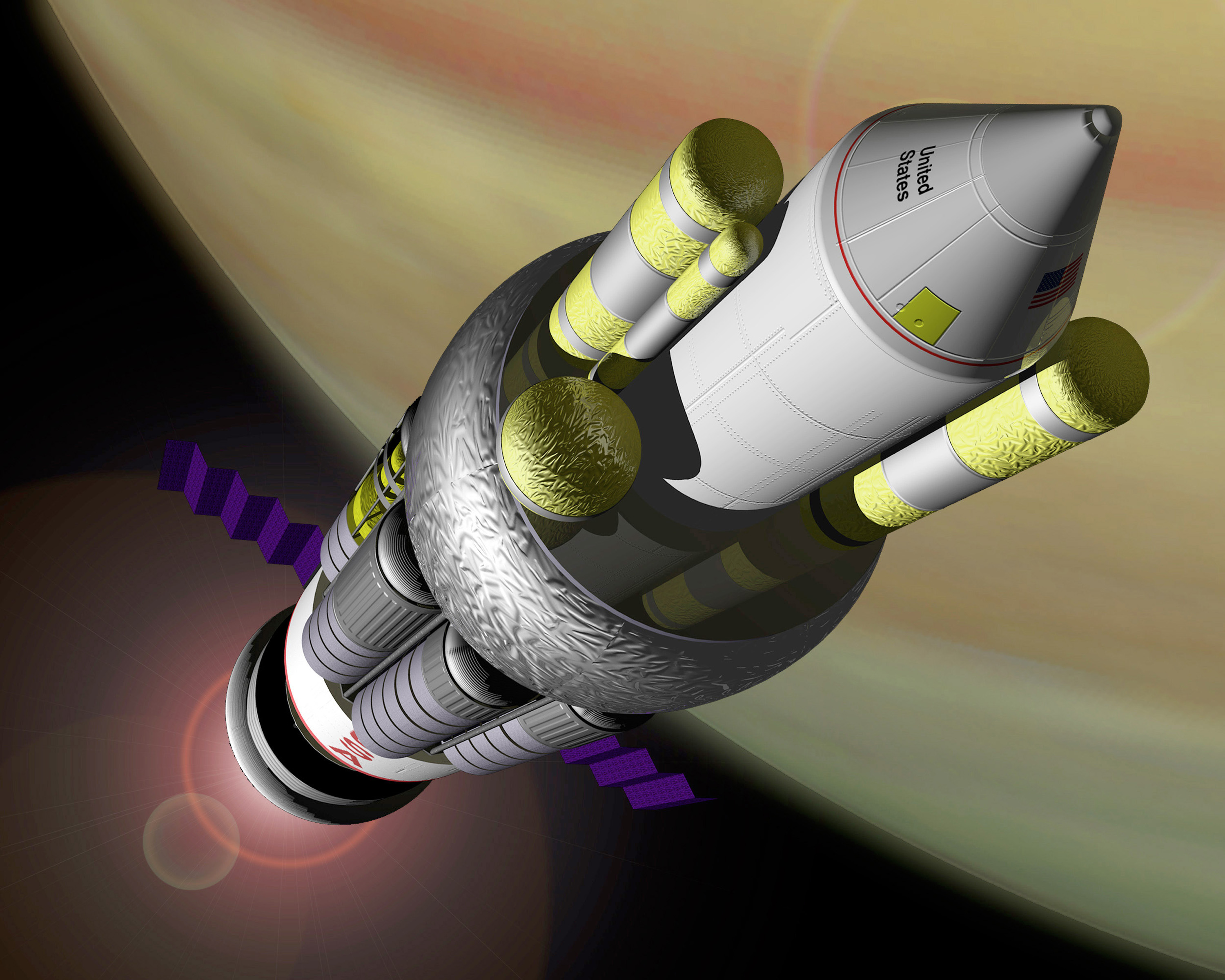
Concezione artistica del Progetto Orione della NASA.

Un viaggio di questa durata causerebbe diversi e gravi problemi all'equipaggio come l'esposizione prolungata all'assenza di gravità, protraendosi inoltre oltre il tempo di vita dello stesso equipaggio. Sarebbe necessario ricorrere a navi generazionali, animazione sospesa, o a embrioni congelati incubati nella stessa nave. Questi mezzi richiederebbero importanti progressi scientifici.
Un'altra alternativa sarebbe sviluppare nuovi motori che riducano considerevolmente il tempo di viaggio. I razzi a fusione nucleare potrebbero raggiungere fino a un 10 % della velocità della luce, rispetto al 3 % della propulsione nucleare ad impulso. Gli statoreattori interstellari e, soprattutto, i razzi ad antimateria, raggiungerebbero velocità vicine a quelle della luce, con la dilatazione temporale che ridurrebbe considerevolmente il tempo di viaggio. Le navi a propulsione a curvatura potrebbero raggiungere velocità superluminali deformando lo spaziotempo per «avvicinare» il punto di destinazione. Gli scienziati stanno lavorando, nei primi decenni del XXI secolo, con tecnologia a fusione nucleare sul progetto ITER, ma il suo uso quotidiano è ancora lontano dal poter essere realizzato, e più ancora lontano è il suo utilizzo in motori spaziali. Le restanti alternative potrebbero essere realizzabili solo fra diversi secoli o millenni, sempre che possano un giorno diventare possibili.
Il documentario Evacuare la Terra, trasmesso dal National Geographic nel dicembre 2012, propone l'uso di una nave generazionale gigante costruita nello spazio e spinta da propulsione nucleare ad impulso. La nave ruoterebbe su se stessa creando una sensazione di gravità che potrebbe ridurre l'impatto in lunghi periodi nello spazio. È possibile che la combinazione di vari elementi descritti anteriormente sia la soluzione per questo tipo di viaggi.
Eventuali colonie umane sparse per la Via Lattea si troverebbero praticamente senza comunicazione con la Terra, giacché qualsiasi messaggio inviato o ricevuto tarderebbe anni, decenni e anche secoli per arrivare a enormi distanze. Dovrebbero essere totalmente autonome ed essere preparate per risolvere qualsiasi problema senza ricevere aiuto esterno.
Il fisico Stephen Hawking ha espresso l'opinione che le colonie su analoghi terrestri garantirebbero la sopravvivenza dell'essere umano oltre il prossimo millennio.